# Банбери, Алекс
Александер Банбери (англ. Alexander "Alex" Bunbury; родился 18 июня 1967 года в Плейсенсе, Гайана) — канадский футболист гайанского происхождения, нападающий, известный по выступлениям за «Маритиму» и сборную Канады. В настоящее время занимается тренерской деятельностью.
Сын Алекса — Тил тоже профессиональный футболист, выступающий за США.

## Клубная карьера
Банбери начал свою профессиональную карьеру в 1987 году выступая за команды «Торонто Близзард», «Гамильтон Стилерз» и «Монреаль Супра». В 1992 году он перешёл в английский «Вест Хэм Юнайтед», где из-за высокой конкуренции ему не всегда находилось место в составе. По окончании сезона Алекс перешёл в португальский «Маритиму», за который отыграл более 150 матчей. В 1999 году он вернулся в Северную Америку, где присоединился к «Канзас-Сити Уизардс», в котором по окончании сезона завершил карьеру, выиграв Кубок MLS.

## Международная карьера
В 1985 году в составе молодёжной сборной Канады Банбери принял участие в молодёжном чемпионате мира в СССР.
30 августа 1986 года в матче Merlion Cup против сборной Сингапура Банбери дебютировал в сборной Канады. В этом же поединке он забил свой первый гол за национальную команду.
В 1993 году Банбери принял участие в розыгрыше Золотого кубка КОНКАКАФ. На турнире он сыграл в матчах против Коста-Рики, Мартиники и Мексики. В поединке против Алекс забил гол.
В 1996 году Банбери во второй раз принял участие в розыгрыше Золотого кубка КОНКАКАФ. На турнире он сыграл в матчах против команд Бразилии и Гондураса.

### Голы за сборную Канады
| #   | Дата             | Место                                          | Противник          | Счёт | Результат | Соревнование                       |
| --- | ---------------- | ---------------------------------------------- | ------------------ | ---- | --------- | ---------------------------------- |
| 01. | 30 августа 1986  | Джалан Бесар Стэдиум, Каллан, Сингапур         | Сингапур           | 4:0  | 4:0       | Merlion Cup                        |
| 02. | 6 сентября 1986  | Джалан Бесар Стэдиум, Каллан, Сингапур         | Индонезия          | 0:1  | 0:1       | Merlion Cup                        |
| 03. | 30 сентября 1987 | Кускатлан, Сан-Сальвадор, Сальвадор            | Сальвадор          | 0:1  | 1:2       | Товарищеский матч                  |
| 04. | 15 ноября 1992   | Свангард Стэдиум, Бернаби, Канада              | Бермудские Острова | 1:0  | 4:2       | Чемпионат мира 1994 (квалификация) |
| 05. | 15 ноября 1992   | Свангард Стэдиум, Бернаби, Канада              | Бермудские Острова | 2:0  | 4:2       | Чемпионат мира 1994 (квалификация) |
| 06. | 15 ноября 1992   | Свангард Стэдиум, Бернаби, Канада              | Бермудские Острова | 3:0  | 4:2       | Чемпионат мира 1994 (квалификация) |
| 07. | 4 апреля 1993    | Тибурсио Кариас Андино, Тегусигальпа, Гондурас | Гондурас           | 2:1  | 2:2       | Чемпионат мира 1994 (квалификация) |
| 08. | 11 апреля 1993   | Свангард Стэдиум, Бернаби, Канада              | Сальвадор          | 1:0  | 2:0       | Чемпионат мира 1994 (квалификация) |
| 09. | 9 мая 1993       | Варсити Стэдиум, Торонто, Канада               | Мексика            | 1:0  | 1:2       | Чемпионат мира 1994 (квалификация) |
| 10. | 15 июля 1993     | Ацтека, Мехико, Мексика                        | Мартиника          | 2:0  | 2:2       | Золотой кубок КОНКАКАФ 1993        |
| 11. | 26 января 1995   | Варсити Стэдиум, Торонто, Канада               | Португалия         | 1:1  | 1:1       | SkyDome Cup                        |
| 12. | 10 октября 1996  | Стадион Содружества, Эдмонтон, Канада          | Куба               | 1:0  | 2:0       | Чемпионат мира 1998 (квалификация) |
| 13. | 3 ноября 1996    | Свангард Стэдиум, Бернаби, Канада              | Сальвадор          | 1:0  | 1:0       | Чемпионат мира 1998 (квалификация) |
| 14. | 15 декабря 1996  | Кускатлан, Сан-Сальвадор, Сальвадор            | Сальвадор          | 0:2  | 0:2       | Чемпионат мира 1998 (квалификация) |
| 15. | 14 сентября 1997 | Кускатлан, Сан-Сальвадор, Сальвадор            | Сальвадор          | 1:1  | 4:1       | Чемпионат мира 1998 (квалификация) |
| 16. | 12 октября 1997  | Стадион Содружества, Эдмонтон, Канада          | Мексика            | 1:1  | 2:2       | Чемпионат мира 1998 (квалификация) |

## Достижения
Командные
 «Канзас-Сити Уизардс»
- Обладатель Кубка MLS — 2000
- Обладатель Supporters’ Shield — 2000

Индивидуальные
- Футболист года в Канады — 1993
- Футболист года в Канады — 1997
- Канадский футбольный Зал славы — 2006